# Liste der Tunnel in Wuppertal

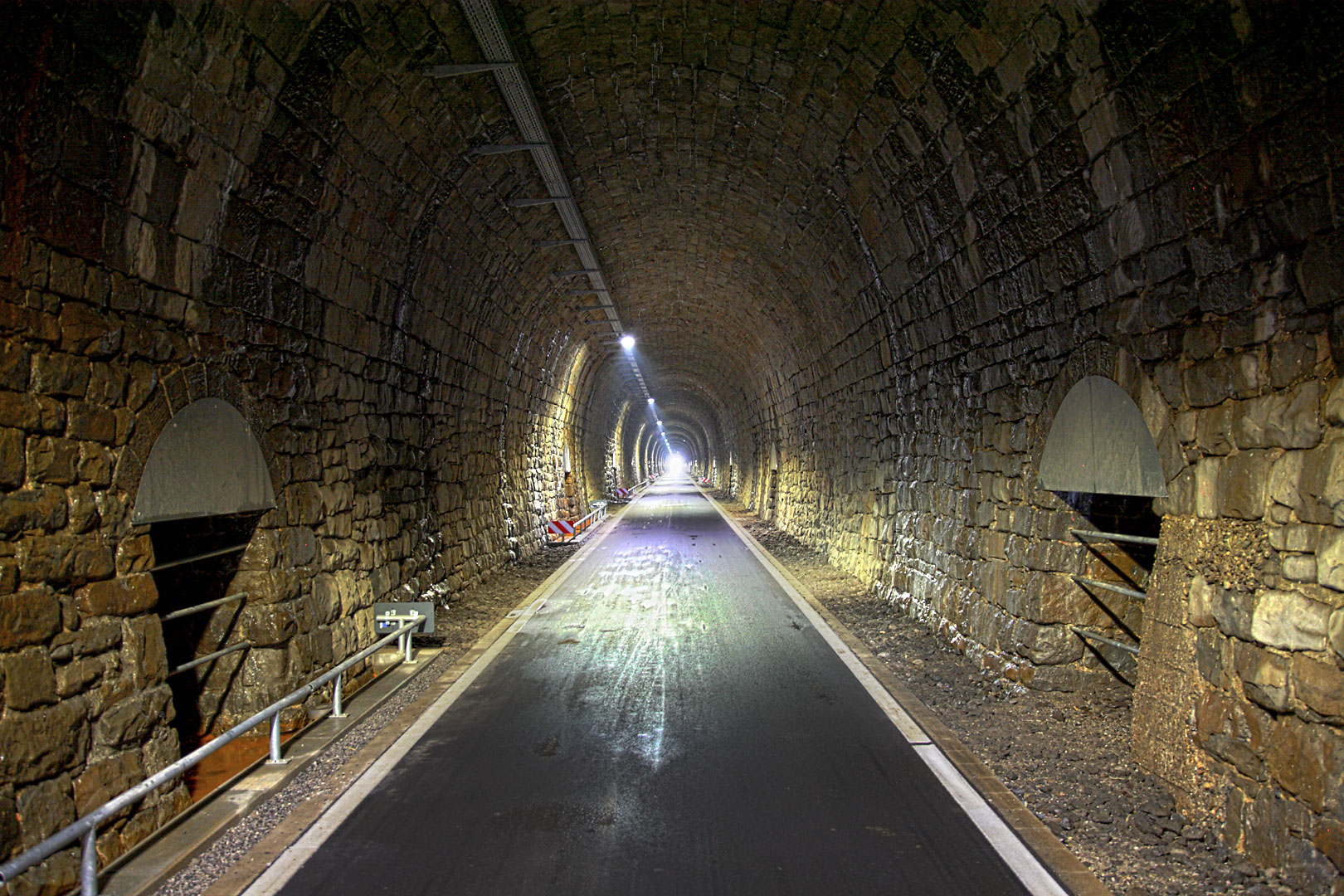
Scheetunnel, Weströhre, 2015

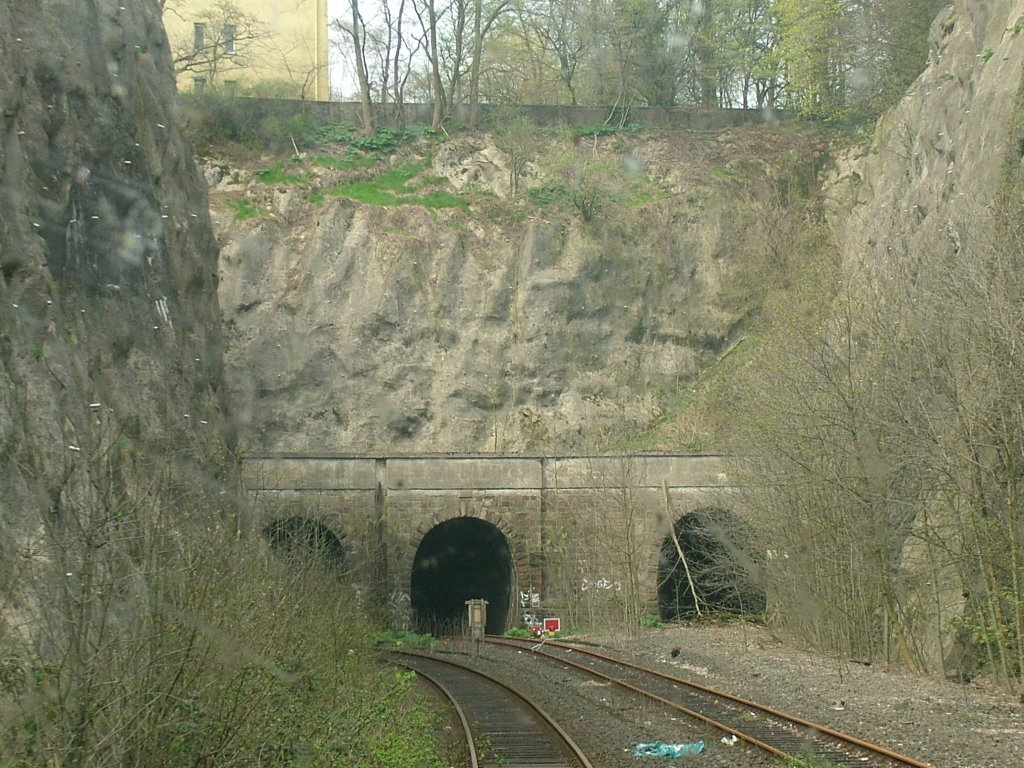
Südportal der Röhren des Rauenthaler (links) und des Langerfelder Tunnels (rechts), 2006

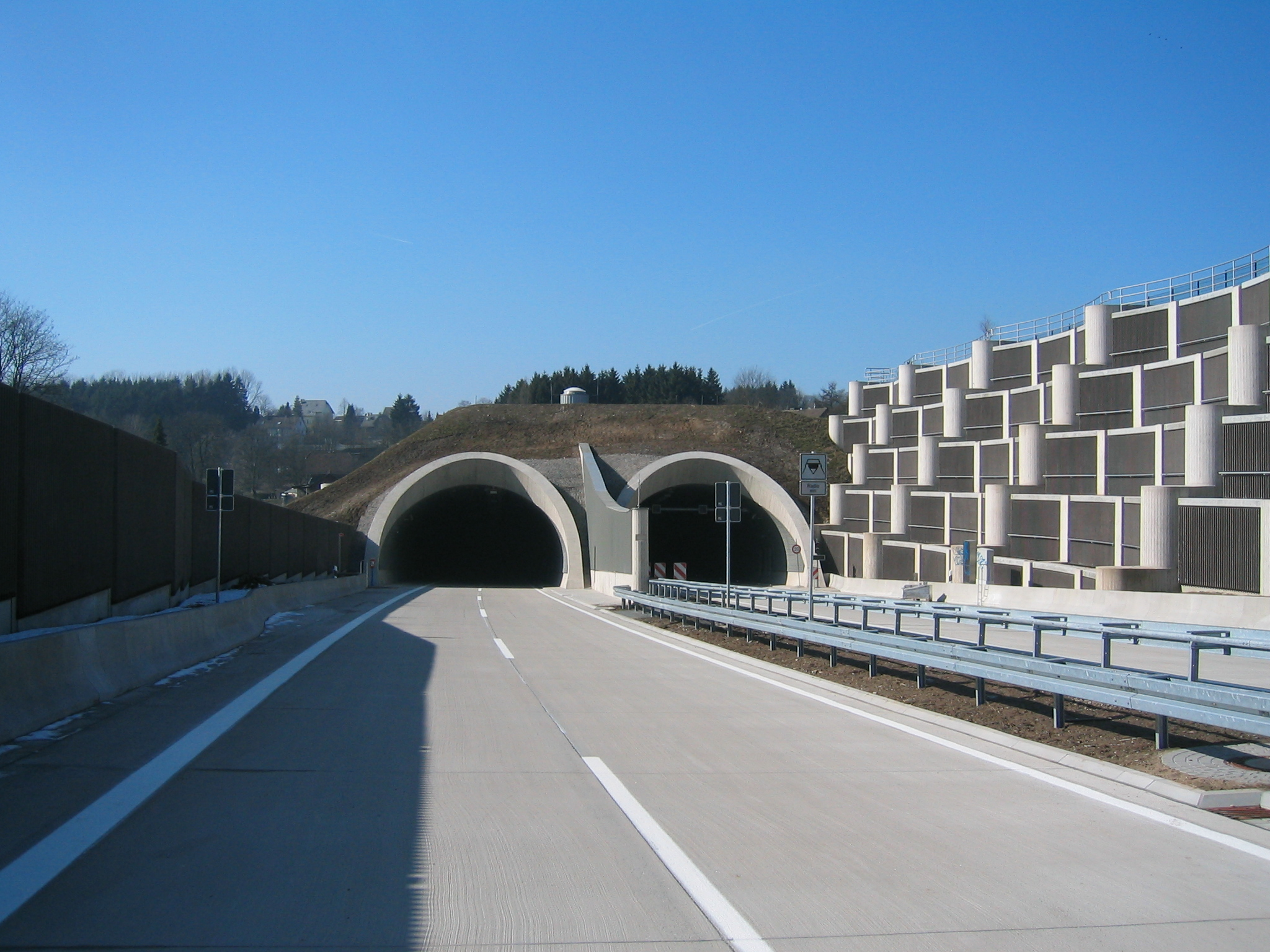
Ostportal des Burgholztunnels auf Küllenhahn, 2006

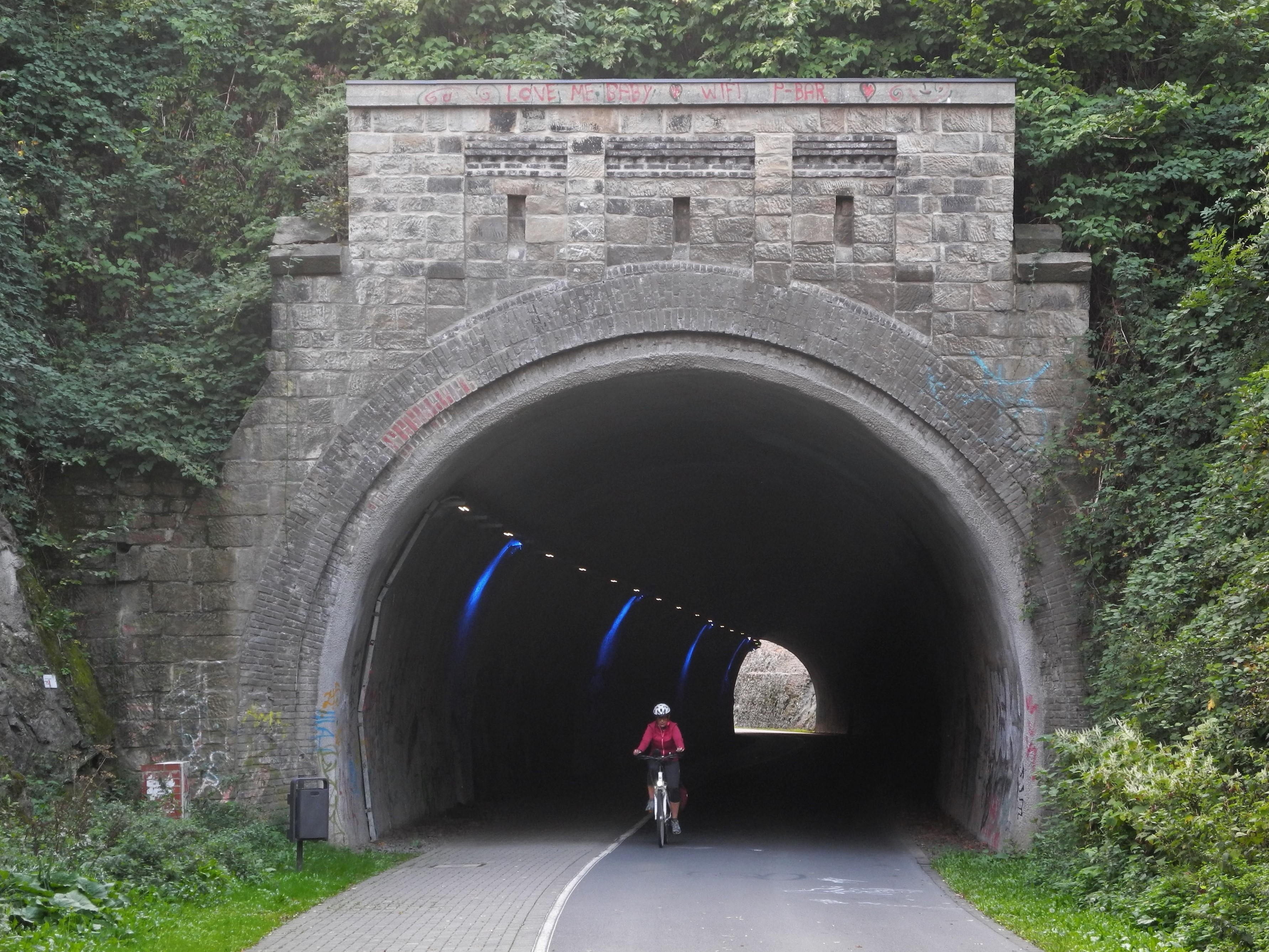
Ostportal des Engelnberg-Tunnels, 2018

Diese Aufstellung listet die wichtigsten Verkehrstunnelbauwerke im Wuppertaler Stadtgebiet auf.
Bedingt durch seine hügelige Topographie mussten im 19. Jahrhundert insbesondere für die Eisenbahntrasse der „Wuppertaler Nordbahn“ zahlreiche Tunnelbauwerke errichtet werden. Aber auch die durch das Stadtgebiet führenden Bundesautobahnen, Bundesstraßen und Landesstraßen benötigen zum ungehinderten Verkehrsfluss Trassen mit flachen Höhenprofilen. Neuere Tunnelbauwerke wurden zudem aus Gründen des Lärm- (Einhausungen) oder Naturschutzes (Burgholztunnel) erbaut.
Mit dem Burgholztunnel befindet sich auf dem Stadtgebiet der längste Straßentunnel Nordrhein-Westfalens.
| Name und Koordinaten | Länge                                                                   | Verkehrslinie und Bauform                                                                                          | Daten |
| --- | ----------------------------------------------------------------------- | --- | --- |
| Eisenbahn |                                                                         | | |
| Tesch-Tunnel - Westliches Portal: 51° 14′ 25,6″ N, 7° 3′ 54,8″ O - Östliches Portal: 51° 14′ 27,8″ N, 7° 4′ 21,3″ O      | 523 m                                                                   | Tunnel der Bahnstrecke Düsseldorf-Derendorf–Dortmund Süd                                                           | Bj. 1877–1879, einröhrig, ehemals zwei Gleise, außer Funktion seit 1999, seit den 2010er Jahren als Fledermaus-Winterquartier dauerhaft gesperrt.                                                                               |
| Dorp-Tunnel - Westliches Portal: 51° 15′ 39,6″ N, 7° 6′ 50,6″ O - Östliches Portal: 51° 15′ 43,4″ N, 7° 7′ 14,3″ O       | 488 m                                                                   | Tunnel der Bahnstrecke Düsseldorf-Derendorf–Dortmund Süd, heute Nordbahntrasse                                     | Bj. 1877–1879, einröhrig, ehemals zwei Gleise, heute Fuß- und Radwegtunnel |
| Dorrenberg-Tunnel - Westliches Portal: 51° 15′ 55″ N, 7° 7′ 55″ O - Östliches Portal: 51° 15′ 57″ N, 7° 8′ 3″ O          | 175 m                                                                   | Tunnel der Bahnstrecke Düsseldorf-Derendorf–Dortmund Süd, heute Nordbahntrasse                                     | Bj. 1877–1879, einröhrig, ehemals zwei Gleise, heute Fuß- und Radwegtunnel |
| Engelnberg-Tunnel - Westliches Portal: 51° 16′ 5,9″ N, 7° 9′ 12,2″ O - Östliches Portal: 51° 16′ 3,1″ N, 7° 9′ 20″ O     | 171 m                                                                   | Tunnel der Bahnstrecke Düsseldorf-Derendorf–Dortmund Süd, heute Nordbahntrasse                                     | Bj. 1877–1879, einröhrig, ehemals zwei Gleise, heute Fuß- und Radwegtunnel |
| Fatloh-Tunnel - Westliches Portal: 51° 16′ 41″ N, 7° 12′ 17″ O - Östliches Portal: 51° 16′ 42″ N, 7° 12′ 21″ O           | 85 m                                                                    | Tunnel der Bahnstrecke Düsseldorf-Derendorf–Dortmund Süd, heute Nordbahntrasse                                     | Bj. 1877–1879, einröhrig, ehemals zwei Gleise, heute Fuß- und Radwegtunnel |
| Rott-Tunnel - Westliches Portal: 51° 16′ 17,2″ N, 7° 11′ 5,3″ O - Östliches Portal: 51° 16′ 20,4″ N, 7° 11′ 24,6″ O      | 351 m                                                                   | Tunnel der Bahnstrecke Düsseldorf-Derendorf–Dortmund Süd, heute Nordbahntrasse                                     | Bj. 1877–1879, einröhrig, ehemals zwei Gleise, heute Fuß- und Radwegtunnel |
| Wichlinghauser Tunnel - Westliches Portal: 51° 16′ 48″ N, 7° 13′ 59″ O - Östliches Portal: 51° 16′ 51″ N, 7° 14′ 13″ O   | 290 m                                                                   | Tunnel der Bahnstrecke Wuppertal-Oberbarmen–Wuppertal-Wichlinghausen, heute Schwarzbachtrasse                      | Bj. 1890, einröhrig, ehemals ein Gleis, heute Fuß- und Radwegtunnel |
| Scheetunnel - Nördliches Portal: 51° 18′ 47″ N, 7° 14′ 20″ O - Südliches Portal: 51° 18′ 24″ N, 7° 14′ 27″ O             | 722 m, das nördliche Drittel davon auf dem Gebiet der Stadt Sprockhövel | Tunnel der Bahnstrecke Wuppertal-Wichlinghausen–Hattingen, heute Nordbahntrasse                                    | Bj. 1884 (Weströhre) und 1902 (Oströhre), doppelröhrig, ehemals ein Gleis pro Röhre, im Zweiten Weltkrieg U-Verlagerung Kauz, Weströhre heute Fuß- und Radwegtunnel, Oströhre als Fledermaus-Winterquartier dauerhaft gesperrt. |
| Langerfelder Tunnel - Nördliches Portal: 51° 16′ 30″ N, 7° 14′ 19″ O - Südliches Portal: 51° 16′ 23″ N, 7° 14′ 17″ O     | 239 m                                                                   | Tunnel der Verbindungskurve zwischen der Bahnstrecke Wuppertal-Oberbarmen–Opladen und der Wuppertaler Hauptstrecke | Bj. 1890, einröhrig, ehemals ein Gleis, außer Funktion seit 1986 |
| Rauenthaler Tunnel - Nördliches Portal: 51° 16′ 30″ N, 7° 14′ 9″ O - Südliches Portal: 51° 16′ 23″ N, 7° 14′ 17″ O       | 256 m (Weströhre) / 265 m (Oströhre)                                    | Tunnel der Bahnstrecke Wuppertal-Oberbarmen–Opladen                                                                | Bj. 1889, doppelröhrig, ein Gleis pro Röhre, Weströhre in Betrieb, Oströhre seit 2005 außer Funktion |
| Beyenburger Tunnel - Westliches Portal: 51° 15′ 25″ N, 7° 16′ 29″ O - Östliches Portal: 51° 15′ 25″ N, 7° 16′ 32″ O      | 60 m                                                                    | Tunnel der Wuppertalbahn                                                                                           | Bj. 1890, einröhrig, ein Gleis, 2000–2022 ungenutzt, seit 2023 Nutzung für Bedarfsverkehr |
| Straßenbahn |                                                                         | | |
| Gelpetaltunnel - Nördliches Portal: 51° 14′ 28″ N, 7° 10′ 12″ O - Südliches Portal: 51° 14′ 21″ N, 7° 10′ 16″ O          | 258 m                                                                   | Tunnel der Straßenbahnlinie 23                                                                                     | einröhrig, zwei Gleise, Bj. 1902, seit 1953 außer Funktion, Portale und Einschnitte verfüllt |
| Straßenverkehr |                                                                         | | |
| Tunnel Großer Busch - Nördliches Portal: 51° 15′ 43,7″ N, 7° 5′ 3,4″ O - Südliches Portal: 51° 15′ 35,3″ N, 7° 5′ 7,7″ O | 275 m                                                                   | Tunnel der Bundesautobahn 535/Bundesstraße 224                                                                     | Doppelröhrig, zwei Fahrstreifen und ein Standstreifen pro Röhre, Bj. 1989–1990 |
| Burgholztunnel - Westliches Portal: 51° 14′ 1″ N, 7° 7′ 14″ O - Östliches Portal: 51° 13′ 35″ N, 7° 8′ 36″ O             | 1787 m (Weströhre) / 1865 m (Oströhre)                                  | Tunnel der Landesstraße 418                                                                                        | Doppelröhrig, zwei Fahrstreifen und ein Standstreifen pro Röhre, Bj. 2002–2006 |
| Hahnerberger Tunnel - Westliches Portal: 51° 14′ 1″ N, 7° 7′ 14″ O - Östliches Portal: 51° 13′ 43″ N, 7° 9′ 5″ O         | ca. 180 m                                                               | Tunnel der Landesstraße 418                                                                                        | Doppelröhrig, zwei Fahrstreifen und ein Standstreifen pro Röhre, Bj. 1989 |
| Kiesbergtunnel - Westliches Portal: 51° 14′ 3,9″ N, 7° 7′ 9,1″ O - Östliches Portal: 51° 14′ 22,7″ N, 7° 7′ 41,7″ O      | 854 m (Obere Röhre) / 1043 m (Untere Röhre)                             | Tunnel der Landesstraße 70                                                                                         | Doppelstöckig, zwei Fahrstreifen pro Röhre, Bj. 1970 |
| Einhausung Hansastraße - Westliches Portal: 51° 16′ 2″ N, 7° 8′ 24″ O - Östliches Portal: 51° 16′ 9″ N, 7° 8′ 49″ O      | 577 m                                                                   | Einhausung der Bundesautobahn 46                                                                                   | Nur Fahrtrichtung Düsseldorf, zwei Fahrstreifen und ein Standstreifen, Bj. 2006 |
| Einhausung Sternenberg - Westliches Portal: 51° 17′ 49″ N, 7° 12′ 59″ O - Östliches Portal: 51° 18′ 5″ N, 7° 13′ 15″ O   | 626 m                                                                   | Einhausung der Bundesautobahn 46                                                                                   | Nur Fahrtrichtung Düsseldorf, zwei Fahrstreifen und ein Standstreifen, Bj. 2006 |